# 1456
Portal Geschichte | Portal Biografien | Aktuelle Ereignisse | Jahreskalender | Tagesartikel

◄ |
14. Jahrhundert |
15. Jahrhundert
| 16. Jahrhundert | ►

◄ |
1420er |
1430er |
1440er |
1450er
| 1460er | 1470er | 1480er | ►

◄◄ |
◄ |
1452 |
1453 |
1454 |
1455 |
1456
| 1457 | 1458 | 1459 | 1460 | ► | ►►
Staatsoberhäupter  · Nekrolog
| Januar | Januar | Januar | Januar | Januar | Januar | Januar | Januar |
| Kw     | Mo     | Di     | Mi     | Do     | Fr     | Sa     | So     |
| ------ | ------ | ------ | ------ | ------ | ------ | ------ | ------ |
| 1      |        |        |        | 1      | 2      | 3      | 4      |
| 2      | 5      | 6      | 7      | 8      | 9      | 10     | 11     |
| 3      | 12     | 13     | 14     | 15     | 16     | 17     | 18     |
| 4      | 19     | 20     | 21     | 22     | 23     | 24     | 25     |
| 5      | 26     | 27     | 28     | 29     | 30     | 31     |        |

| Februar | Februar | Februar | Februar | Februar | Februar | Februar | Februar |
| Kw      | Mo      | Di      | Mi      | Do      | Fr      | Sa      | So      |
| ------- | ------- | ------- | ------- | ------- | ------- | ------- | ------- |
| 5       |         |         |         |         |         |         | 1       |
| 6       | 2       | 3       | 4       | 5       | 6       | 7       | 8       |
| 7       | 9       | 10      | 11      | 12      | 13      | 14      | 15      |
| 8       | 16      | 17      | 18      | 19      | 20      | 21      | 22      |
| 9       | 23      | 24      | 25      | 26      | 27      | 28      | 29      |

| März | März | März | März | März | März | März | März |
| Kw   | Mo   | Di   | Mi   | Do   | Fr   | Sa   | So   |
| ---- | ---- | ---- | ---- | ---- | ---- | ---- | ---- |
| 10   | 1    | 2    | 3    | 4    | 5    | 6    | 7    |
| 11   | 8    | 9    | 10   | 11   | 12   | 13   | 14   |
| 12   | 15   | 16   | 17   | 18   | 19   | 20   | 21   |
| 13   | 22   | 23   | 24   | 25   | 26   | 27   | 28   |
| 14   | 29   | 30   | 31   |      |      |      |      |

| April | April | April | April | April | April | April | April |
| Kw    | Mo    | Di    | Mi    | Do    | Fr    | Sa    | So    |
| ----- | ----- | ----- | ----- | ----- | ----- | ----- | ----- |
| 14    |       |       |       | 1     | 2     | 3     | 4     |
| 15    | 5     | 6     | 7     | 8     | 9     | 10    | 11    |
| 16    | 12    | 13    | 14    | 15    | 16    | 17    | 18    |
| 17    | 19    | 20    | 21    | 22    | 23    | 24    | 25    |
| 18    | 26    | 27    | 28    | 29    | 30    |       |       |

| Mai | Mai | Mai | Mai | Mai | Mai | Mai | Mai |
| Kw  | Mo  | Di  | Mi  | Do  | Fr  | Sa  | So  |
| --- | --- | --- | --- | --- | --- | --- | --- |
| 18  |     |     |     |     |     | 1   | 2   |
| 19  | 3   | 4   | 5   | 6   | 7   | 8   | 9   |
| 20  | 10  | 11  | 12  | 13  | 14  | 15  | 16  |
| 21  | 17  | 18  | 19  | 20  | 21  | 22  | 23  |
| 22  | 24  | 25  | 26  | 27  | 28  | 29  | 30  |
| 23  | 31  |     |     |     |     |     |     |

| Juni | Juni | Juni | Juni | Juni | Juni | Juni | Juni |
| Kw   | Mo   | Di   | Mi   | Do   | Fr   | Sa   | So   |
| ---- | ---- | ---- | ---- | ---- | ---- | ---- | ---- |
| 23   |      | 1    | 2    | 3    | 4    | 5    | 6    |
| 24   | 7    | 8    | 9    | 10   | 11   | 12   | 13   |
| 25   | 14   | 15   | 16   | 17   | 18   | 19   | 20   |
| 26   | 21   | 22   | 23   | 24   | 25   | 26   | 27   |
| 27   | 28   | 29   | 30   |      |      |      |      |

| Juli | Juli | Juli | Juli | Juli | Juli | Juli | Juli |
| Kw   | Mo   | Di   | Mi   | Do   | Fr   | Sa   | So   |
| ---- | ---- | ---- | ---- | ---- | ---- | ---- | ---- |
| 27   |      |      |      | 1    | 2    | 3    | 4    |
| 28   | 5    | 6    | 7    | 8    | 9    | 10   | 11   |
| 29   | 12   | 13   | 14   | 15   | 16   | 17   | 18   |
| 30   | 19   | 20   | 21   | 22   | 23   | 24   | 25   |
| 31   | 26   | 27   | 28   | 29   | 30   | 31   |      |

| August | August | August | August | August | August | August | August |
| Kw     | Mo     | Di     | Mi     | Do     | Fr     | Sa     | So     |
| ------ | ------ | ------ | ------ | ------ | ------ | ------ | ------ |
| 31     |        |        |        |        |        |        | 1      |
| 32     | 2      | 3      | 4      | 5      | 6      | 7      | 8      |
| 33     | 9      | 10     | 11     | 12     | 13     | 14     | 15     |
| 34     | 16     | 17     | 18     | 19     | 20     | 21     | 22     |
| 35     | 23     | 24     | 25     | 26     | 27     | 28     | 29     |
| 36     | 30     | 31     |        |        |        |        |        |

| September | September | September | September | September | September | September | September |
| Kw        | Mo        | Di        | Mi        | Do        | Fr        | Sa        | So        |
| --------- | --------- | --------- | --------- | --------- | --------- | --------- | --------- |
| 36        |           |           | 1         | 2         | 3         | 4         | 5         |
| 37        | 6         | 7         | 8         | 9         | 10        | 11        | 12        |
| 38        | 13        | 14        | 15        | 16        | 17        | 18        | 19        |
| 39        | 20        | 21        | 22        | 23        | 24        | 25        | 26        |
| 40        | 27        | 28        | 29        | 30        |           |           |           |

| Oktober | Oktober | Oktober | Oktober | Oktober | Oktober | Oktober | Oktober |
| Kw      | Mo      | Di      | Mi      | Do      | Fr      | Sa      | So      |
| ------- | ------- | ------- | ------- | ------- | ------- | ------- | ------- |
| 40      |         |         |         |         | 1       | 2       | 3       |
| 41      | 4       | 5       | 6       | 7       | 8       | 9       | 10      |
| 42      | 11      | 12      | 13      | 14      | 15      | 16      | 17      |
| 43      | 18      | 19      | 20      | 21      | 22      | 23      | 24      |
| 44      | 25      | 26      | 27      | 28      | 29      | 30      | 31      |

| November | November | November | November | November | November | November | November |
| Kw       | Mo       | Di       | Mi       | Do       | Fr       | Sa       | So       |
| -------- | -------- | -------- | -------- | -------- | -------- | -------- | -------- |
| 45       | 1        | 2        | 3        | 4        | 5        | 6        | 7        |
| 46       | 8        | 9        | 10       | 11       | 12       | 13       | 14       |
| 47       | 15       | 16       | 17       | 18       | 19       | 20       | 21       |
| 48       | 22       | 23       | 24       | 25       | 26       | 27       | 28       |
| 49       | 29       | 30       |          |          |          |          |          |

| Dezember | Dezember | Dezember | Dezember | Dezember | Dezember | Dezember | Dezember |
| Kw       | Mo       | Di       | Mi       | Do       | Fr       | Sa       | So       |
| -------- | -------- | -------- | -------- | -------- | -------- | -------- | -------- |
| 49       |          |          | 1        | 2        | 3        | 4        | 5        |
| 50       | 6        | 7        | 8        | 9        | 10       | 11       | 12       |
| 51       | 13       | 14       | 15       | 16       | 17       | 18       | 19       |
| 52       | 20       | 21       | 22       | 23       | 24       | 25       | 26       |
| 53       | 27       | 28       | 29       | 30       | 31       |          |          |

| Januar | Januar | Januar | Januar | Januar | Januar | Januar | Januar |
| Kw     | Mo     | Di     | Mi     | Do     | Fr     | Sa     | So     |
| ------ | ------ | ------ | ------ | ------ | ------ | ------ | ------ |
| 1      |        |        |        | 1      | 2      | 3      | 4      |
| 2      | 5      | 6      | 7      | 8      | 9      | 10     | 11     |
| 3      | 12     | 13     | 14     | 15     | 16     | 17     | 18     |
| 4      | 19     | 20     | 21     | 22     | 23     | 24     | 25     |
| 5      | 26     | 27     | 28     | 29     | 30     | 31     |        |

| Februar | Februar | Februar | Februar | Februar | Februar | Februar | Februar |
| Kw      | Mo      | Di      | Mi      | Do      | Fr      | Sa      | So      |
| ------- | ------- | ------- | ------- | ------- | ------- | ------- | ------- |
| 5       |         |         |         |         |         |         | 1       |
| 6       | 2       | 3       | 4       | 5       | 6       | 7       | 8       |
| 7       | 9       | 10      | 11      | 12      | 13      | 14      | 15      |
| 8       | 16      | 17      | 18      | 19      | 20      | 21      | 22      |
| 9       | 23      | 24      | 25      | 26      | 27      | 28      | 29      |

| März | März | März | März | März | März | März | März |
| Kw   | Mo   | Di   | Mi   | Do   | Fr   | Sa   | So   |
| ---- | ---- | ---- | ---- | ---- | ---- | ---- | ---- |
| 10   | 1    | 2    | 3    | 4    | 5    | 6    | 7    |
| 11   | 8    | 9    | 10   | 11   | 12   | 13   | 14   |
| 12   | 15   | 16   | 17   | 18   | 19   | 20   | 21   |
| 13   | 22   | 23   | 24   | 25   | 26   | 27   | 28   |
| 14   | 29   | 30   | 31   |      |      |      |      |

| April | April | April | April | April | April | April | April |
| Kw    | Mo    | Di    | Mi    | Do    | Fr    | Sa    | So    |
| ----- | ----- | ----- | ----- | ----- | ----- | ----- | ----- |
| 14    |       |       |       | 1     | 2     | 3     | 4     |
| 15    | 5     | 6     | 7     | 8     | 9     | 10    | 11    |
| 16    | 12    | 13    | 14    | 15    | 16    | 17    | 18    |
| 17    | 19    | 20    | 21    | 22    | 23    | 24    | 25    |
| 18    | 26    | 27    | 28    | 29    | 30    |       |       |

| Mai | Mai | Mai | Mai | Mai | Mai | Mai | Mai |
| Kw  | Mo  | Di  | Mi  | Do  | Fr  | Sa  | So  |
| --- | --- | --- | --- | --- | --- | --- | --- |
| 18  |     |     |     |     |     | 1   | 2   |
| 19  | 3   | 4   | 5   | 6   | 7   | 8   | 9   |
| 20  | 10  | 11  | 12  | 13  | 14  | 15  | 16  |
| 21  | 17  | 18  | 19  | 20  | 21  | 22  | 23  |
| 22  | 24  | 25  | 26  | 27  | 28  | 29  | 30  |
| 23  | 31  |     |     |     |     |     |     |

| Juni | Juni | Juni | Juni | Juni | Juni | Juni | Juni |
| Kw   | Mo   | Di   | Mi   | Do   | Fr   | Sa   | So   |
| ---- | ---- | ---- | ---- | ---- | ---- | ---- | ---- |
| 23   |      | 1    | 2    | 3    | 4    | 5    | 6    |
| 24   | 7    | 8    | 9    | 10   | 11   | 12   | 13   |
| 25   | 14   | 15   | 16   | 17   | 18   | 19   | 20   |
| 26   | 21   | 22   | 23   | 24   | 25   | 26   | 27   |
| 27   | 28   | 29   | 30   |      |      |      |      |

| Juli | Juli | Juli | Juli | Juli | Juli | Juli | Juli |
| Kw   | Mo   | Di   | Mi   | Do   | Fr   | Sa   | So   |
| ---- | ---- | ---- | ---- | ---- | ---- | ---- | ---- |
| 27   |      |      |      | 1    | 2    | 3    | 4    |
| 28   | 5    | 6    | 7    | 8    | 9    | 10   | 11   |
| 29   | 12   | 13   | 14   | 15   | 16   | 17   | 18   |
| 30   | 19   | 20   | 21   | 22   | 23   | 24   | 25   |
| 31   | 26   | 27   | 28   | 29   | 30   | 31   |      |

| August | August | August | August | August | August | August | August |
| Kw     | Mo     | Di     | Mi     | Do     | Fr     | Sa     | So     |
| ------ | ------ | ------ | ------ | ------ | ------ | ------ | ------ |
| 31     |        |        |        |        |        |        | 1      |
| 32     | 2      | 3      | 4      | 5      | 6      | 7      | 8      |
| 33     | 9      | 10     | 11     | 12     | 13     | 14     | 15     |
| 34     | 16     | 17     | 18     | 19     | 20     | 21     | 22     |
| 35     | 23     | 24     | 25     | 26     | 27     | 28     | 29     |
| 36     | 30     | 31     |        |        |        |        |        |

| September | September | September | September | September | September | September | September |
| Kw        | Mo        | Di        | Mi        | Do        | Fr        | Sa        | So        |
| --------- | --------- | --------- | --------- | --------- | --------- | --------- | --------- |
| 36        |           |           | 1         | 2         | 3         | 4         | 5         |
| 37        | 6         | 7         | 8         | 9         | 10        | 11        | 12        |
| 38        | 13        | 14        | 15        | 16        | 17        | 18        | 19        |
| 39        | 20        | 21        | 22        | 23        | 24        | 25        | 26        |
| 40        | 27        | 28        | 29        | 30        |           |           |           |

| Oktober | Oktober | Oktober | Oktober | Oktober | Oktober | Oktober | Oktober |
| Kw      | Mo      | Di      | Mi      | Do      | Fr      | Sa      | So      |
| ------- | ------- | ------- | ------- | ------- | ------- | ------- | ------- |
| 40      |         |         |         |         | 1       | 2       | 3       |
| 41      | 4       | 5       | 6       | 7       | 8       | 9       | 10      |
| 42      | 11      | 12      | 13      | 14      | 15      | 16      | 17      |
| 43      | 18      | 19      | 20      | 21      | 22      | 23      | 24      |
| 44      | 25      | 26      | 27      | 28      | 29      | 30      | 31      |

| November | November | November | November | November | November | November | November |
| Kw       | Mo       | Di       | Mi       | Do       | Fr       | Sa       | So       |
| -------- | -------- | -------- | -------- | -------- | -------- | -------- | -------- |
| 45       | 1        | 2        | 3        | 4        | 5        | 6        | 7        |
| 46       | 8        | 9        | 10       | 11       | 12       | 13       | 14       |
| 47       | 15       | 16       | 17       | 18       | 19       | 20       | 21       |
| 48       | 22       | 23       | 24       | 25       | 26       | 27       | 28       |
| 49       | 29       | 30       |          |          |          |          |          |

| Dezember | Dezember | Dezember | Dezember | Dezember | Dezember | Dezember | Dezember |
| Kw       | Mo       | Di       | Mi       | Do       | Fr       | Sa       | So       |
| -------- | -------- | -------- | -------- | -------- | -------- | -------- | -------- |
| 49       |          |          | 1        | 2        | 3        | 4        | 5        |
| 50       | 6        | 7        | 8        | 9        | 10       | 11       | 12       |
| 51       | 13       | 14       | 15       | 16       | 17       | 18       | 19       |
| 52       | 20       | 21       | 22       | 23       | 24       | 25       | 26       |
| 53       | 27       | 28       | 29       | 30       | 31       |          |          |

Im Jahr 1456 führt das Osmanische Reich seinen Eroberungsfeldzug in Europa fort. Sultan Mehmed II. erobert Athen und versucht in einem Blitzfeldzug das Königreich Ungarn zu unterwerfen. Die knapp dreiwöchige Belagerung von Belgrad muss aber nach einer Niederlage gegen den ungarischen Heerführer Johann Hunyadi abgebrochen werden. 
In Frankreich wird Jeanne d’Arc 25 Jahre nach ihrer Verbrennung in einem achtmonatigen Verfahren durch die Römische Kurie rehabilitiert und das Todesurteil, ohne dass jedoch die Verantwortlichen für ihre Hinrichtung zur Verantwortung gezogen werden. 
Im Atlantik betreten erstmals portugiesische Seereisende im Auftrag Heinrich des Seefahrers die Kapverdischen Inseln. 

## Ereignisse

### Politik und Weltgeschehen

#### Türkenkriege
- Athen wird von den Truppen Sultan Mehmeds II. erobert. Damit endet die Existenz des Herzogtums Athen. Dessen letzter Herrscher, Francesco II. Acciaiuoli, verschanzt sich mit seinen Getreuen in der Akropolis.

- Golubac fällt an die Osmanen.

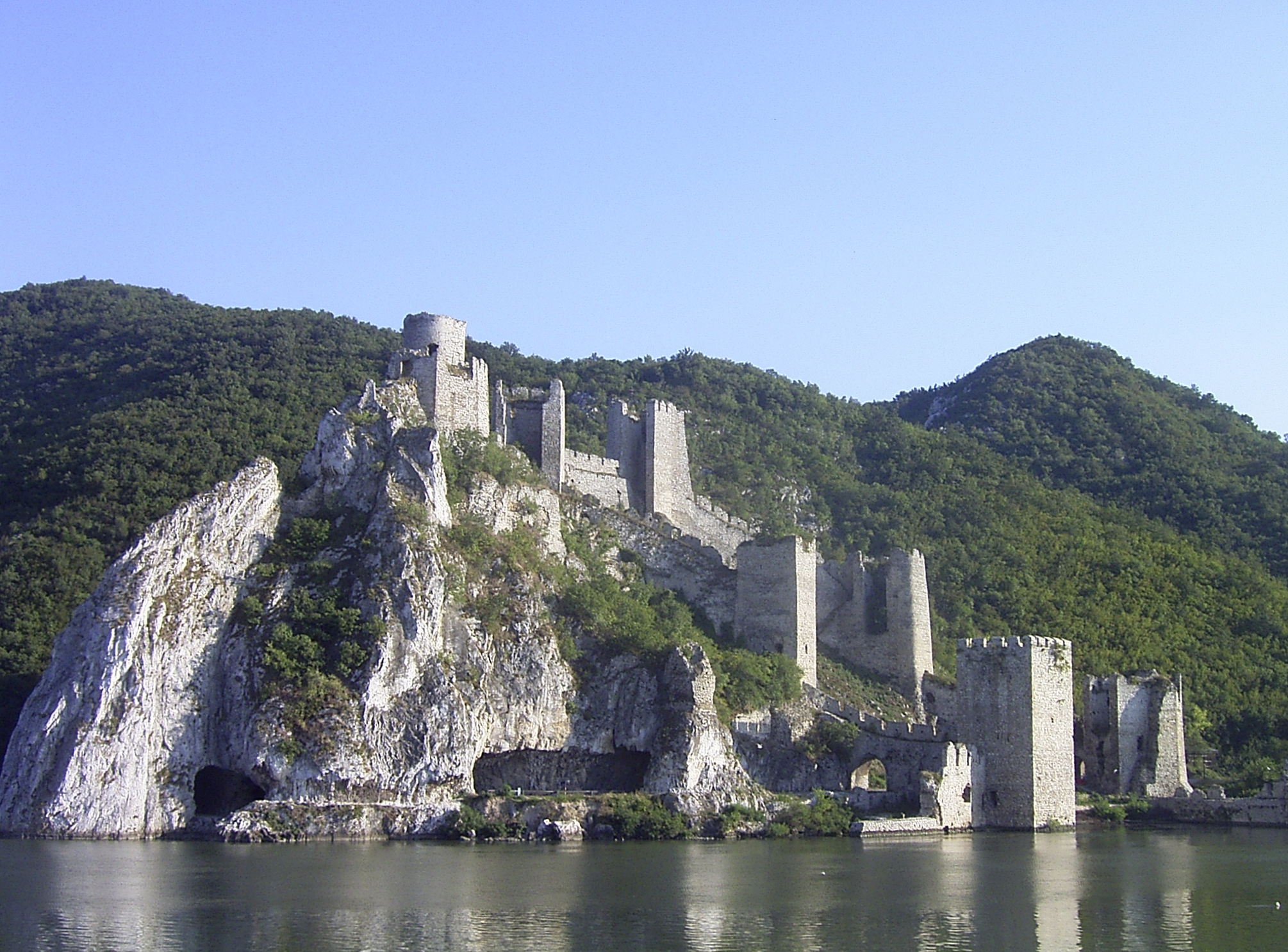
Burg Golubac an der Donau

- 4. Juli: Der osmanische Sultan Mehmed II. versucht in einem Blitzfeldzug das Königreich Ungarn zu unterwerfen. Er beginnt mit der Belagerung von Belgrad und seiner starken Grenzfestung.
- 14. Juli: Der ungarische Heerführer Johann Hunyadi zerstört mit seiner Flottille die osmanische Flotte.

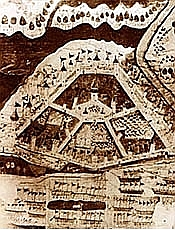
Belagerung von Belgrad, türkisches Manuskript, 15. Jahrhundert

- 21. Juli: Die Schlacht um Belgrad beginnt: Das zum Entsatz von Belgrad herangeeilte Aufgebot Johann Hunyadis und die von Johannes Capistranus geführten freiwilligen „Kreuzfahrer“ können den Großangriff der Osmanen auf die Stadt in einem mörderischen Handgemenge, das die ganze Nacht zum 22. Juli hindurch andauert, abweisen. Am folgenden Tag überrennen Hunyadi-Truppen und „Kreuzfahrer“ auch die türkischen Stellungen vor der Stadt und zwingen Sultan Mehmed II. zum Rückzug, wobei er alle Geschütze und große Teile seines Trosses zurücklassen muss. Johann Hunyadi stirbt wenige Wochen darauf an der Pest.
- Lazar Branković folgt seinem am 24. Dezember verstorbenen Vater Đurađ Branković als Despot auf den serbischen Thron.

#### Dreizehnjähriger Krieg
- 16. August: Mangelnde Soldzahlungen des Deutschen Ordens führen im Dreizehnjährigen Krieg dazu, dass Söldnerhauptleute sechs ihnen verpfändete Burgen, darunter die Ordensburg Marienburg, an den Preußischen Bund und Polens König Kasimir IV. Jagiello verkaufen.
- Memel wird von den Polen geplündert und gebrandschatzt.

#### Heiliges Römisches Reich
- Die Grafschaft Falkenstein wird an Wirich IV. von Daun-Oberstein verkauft; die Lehnsrechte gibt Kaiser Friedrich III. an Lothringen.
- Freudenberg erhält das Stadtrecht verliehen.

#### Süd- und Westeuropa
- 7. Juli: Nach einem achtmonatigen Prozess erfolgt die Verkündung des Urteils zur Rehabilitation Jeanne d’Arcs in der Kathedrale Notre-Dame de Paris durch die Römische Kurie. 25 Jahre nach ihrer Verbrennung wird das Todesurteil aufgehoben, ohne jedoch die Verantwortlichen für ihre Hinrichtung zur Verantwortung zu ziehen.
- 4. November: Johann II., Graf von Clermont-en-Beauvaisis wird nach dem Tode seines Vaters Karl I. Herzog von Bourbon und Auvergne.
- König Johann II. von Zypern macht seinen 16-jährigen Sohn, den späteren Jakob II., zum Bischof von Nikosia.
- Ende der Herrschaft der genuesischen Familie der Gattilusio über Ainos
- In Siena wird eine Verschwörung aufgedeckt, ihre Anführer enthauptet oder ins Exil geschickt.

#### Asien
- Die eigentlichen Kasachen formieren sich als Abspaltung von dem gerade erst gegründeten Usbekenreich.

#### Entdeckungsfahrten
- Der im Dienste des portugiesischen Infanten Heinrich des Seefahrers stehende italienische Seefahrer Alvise Cadamosto entdeckt mehrere der Kapverdischen Inseln, die beiden östlichen Boa Vista und Maio sowie die Hauptinsel Santiago.

### Wirtschaft
- Kurfürst Friedrichs II. von Sachsen errichtet seiner Gattin Margaretha von Österreich als Ausgleich für das ihr zustehende hohe Leibgedinge in Colditz eine eigene Münze. In der Münzstätte Colditz wird im gleichen Jahr mit der Prägung des Margarethengroschens begonnen, wogegen Friedrichs Bruder Wilhelm III. von Thüringen Protest einlegt.

### Wissenschaft und Technik
- 16. Oktober: Nikolaus von Kues verfasst die Denkschrift über die Rechtsgeschichte von Buchenstein.
- 17. Oktober: In der Hansestadt Greifswald wird auf Initiative des örtlichen Bürgermeisters, und späteren ersten Rektors Heinrich Rubenow nach Genehmigung durch Kaiser Friedrich III. und Papst Calixt III. und unter dem Schutz des pommerschen Herzogs Wartislaw IX. die Academia Gryphica gegründet.
- Der Wiener Astronom Georg von Peuerbach entdeckt gemeinsam mit Regiomontanus Unterschiede zwischen Mondfinsternissen und dem Erscheinen von Kometen.
- Erscheinen des Halleyschen Kometen

### Kultur

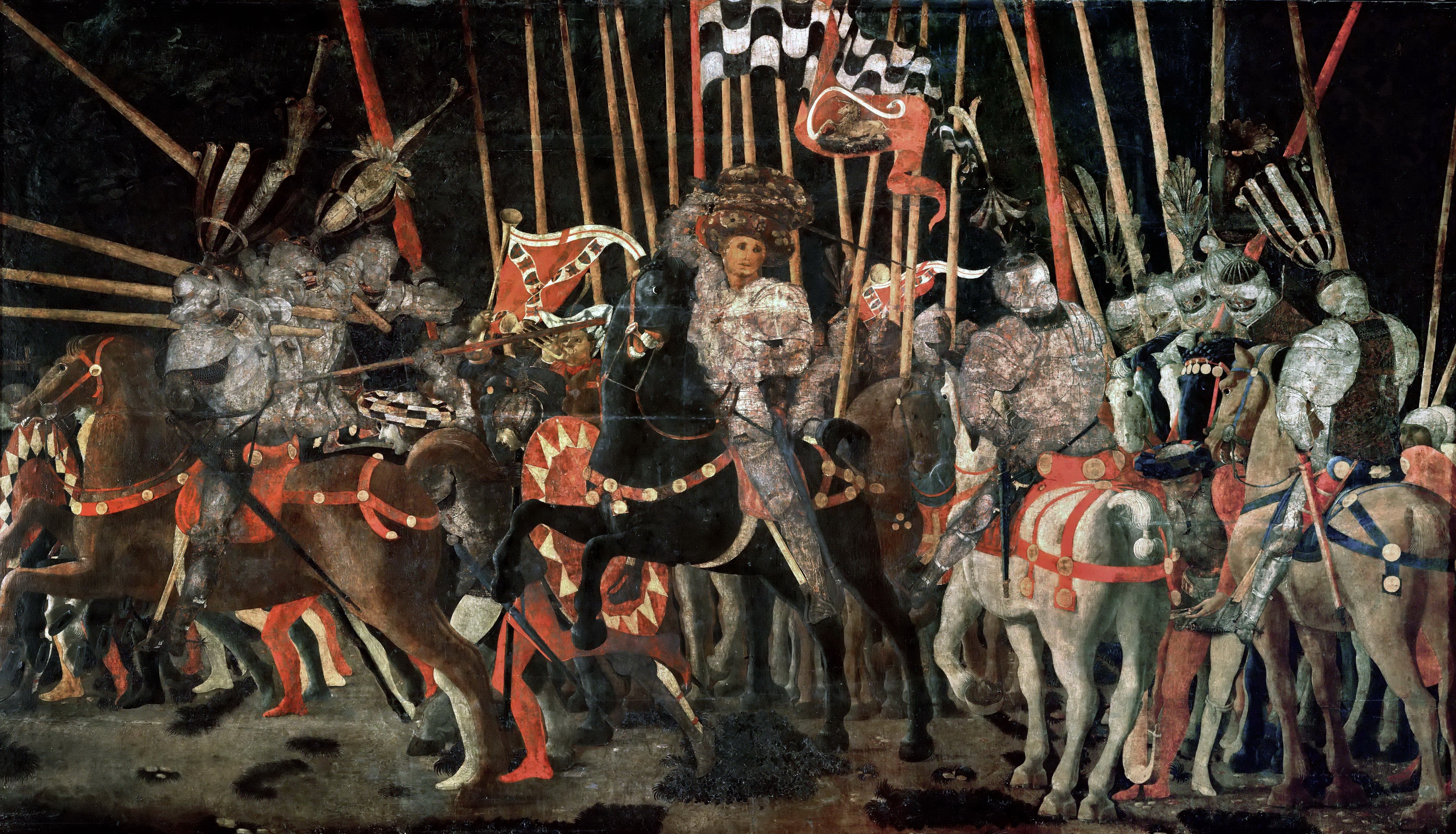
Das Eingreifen von Micheletto da Cotignola, Paolo Uccello

- Paolo Uccello bewirkt mit den drei Gemälden zur Schlacht von San Romano für den Medici-Palast in Florenz unter Verwendung der Perspektive und des Fluchtpunkts neue Wege der räumlichen Darstellung.
- Schaffung des Bilderzyklus der Ursula-Legende aus der Schule Stefan Lochners für St. Ursula in Köln
- Johannes Hartlieb verfasst Das Buch aller verbotenen Künste (Originaltitel: Das puch aller verpoten kunst, ungelaubens und der zaubrey), die erste bekannte Aufzeichnung eines Hexensalbenrezeptes.
- Thüring von Ringoltingen schreibt nach einer französischen Vorlage von Couldrette (1401) die Erzählung Melusine, die später als Volksbuch weite Verbreitung findet.
- Der Anbau des Eckturms am Neustädter Rathaus in Prag wird abgeschlossen.
- Der Deutsche Orden errichtet weitere Anlagen von Schloss Bauska.
- Wiederherstellung des Schlosses von Werkendam
- Der Brauch des Mittagsläuten entsteht durch einen historischen Irrtum.

### Religion
- 9. Juni: Das Domkapitel wählt Jost II. von Rosenberg auf Empfehlung des böhmischen Königs Ladislaus Postumus zum Bischof von Breslau. Die Wahl wird von Papst Calixt III. bestätigt.
- 29. Juni: Papst Calixt III. ordnet das Mittagsläuten in den Kirchen an, während dessen die Gläubigen für einen Sieg der christlichen Armee über die Türken beten sollen.
- Papst Calixt III. wandelt die Església de Lluc in eine Stiftskirche um.
- Mit der Bulle „Inter coetera“ erteilt Papst Calixt III. den portugiesischen Königen weitgehende Rechte (Investitur und ordentliche kirchliche Gerichtsbarkeit) in den bereits entdeckten und noch zu entdeckenden Ländern.

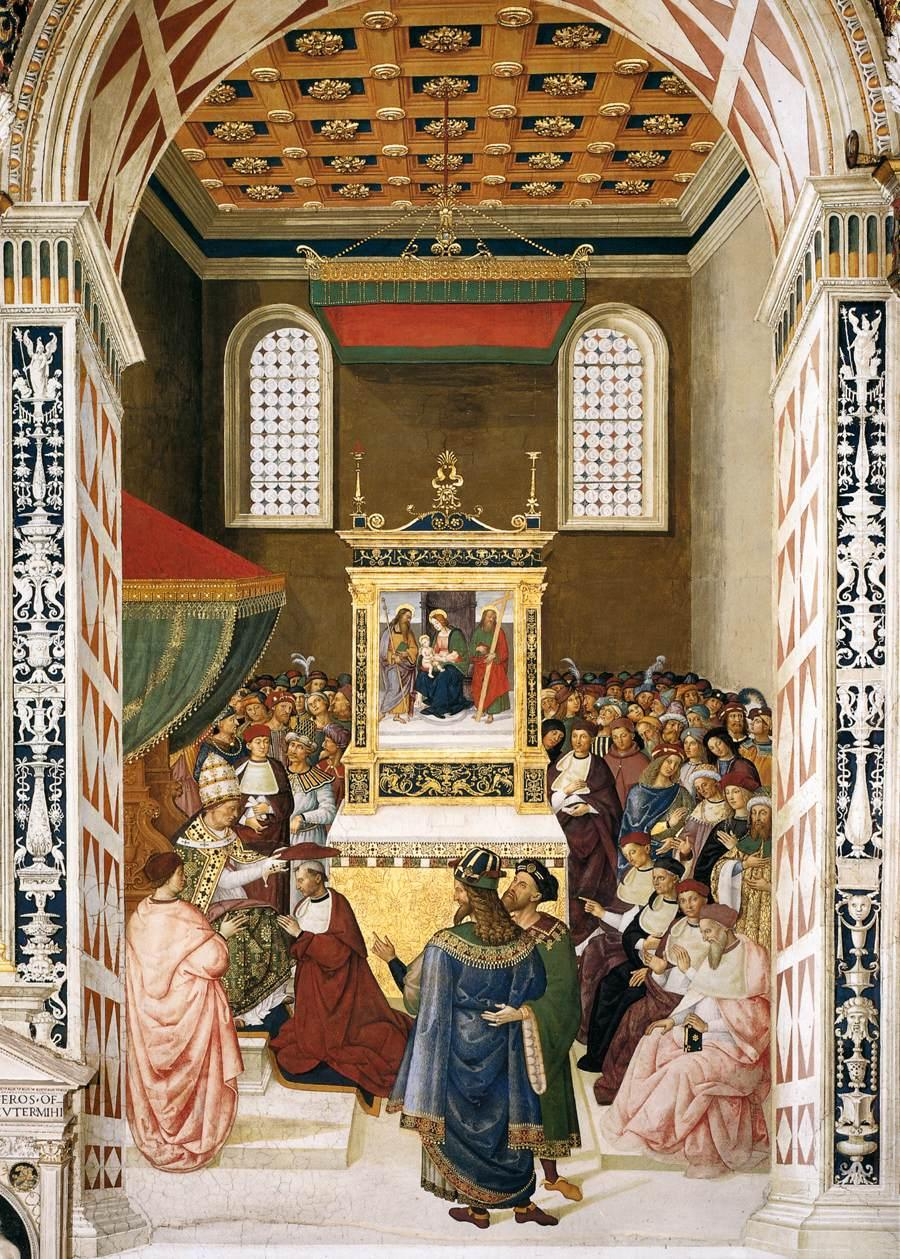
Beispiel einer Kardinals-Kreierung durch Kalixt III., hier Enea Silvio Piccolomini, der spätere Pius II. (Gemälde von Pinturicchio)

- Papst Kalixt III. ernennt in einem Akt des Nepotismus am Heiligen Stuhl seine Neffen Rodrigo Borgia und Luis Juan del Milà zu Kardinälen.
- Jean de Bourbon wird zum Abt von Cluny ernannt.
- In den Kämpfen gegen die Qara Qoyunlu wird der Sufi-Orden der Safawiyya zunächst aus Ardabil vertrieben, kann sich aber im Bündnis mit den Aq Qoyunlu weiterhin behaupten.
- Katharina von Bologna gründet ein Klarissen-Kloster in Bologna, dem sie bis zu ihrem Tod vorsteht.
- Die Kartause Vedana bei Sospirolo in den italienischen Dolomiten wird errichtet.

### Sport
Die Hirsebreifahrt ist eine Wette zwischen den Schweizern aus Zürich und den Elsässern aus Strassburg. Die Zürcher beweisen mit einer speziellen Bootsfahrt, dass sie innerhalb von 24 Stunden in Strassburg sein können, weil der aus Zürich im Boot mitgebrachte Hirsebrei in Strassburg noch warm war.

### Katastrophen
- 5. Dezember: Ein Erdbeben zerstört Neapel; als Opfer schätzt man 30.000 bis 40.000 Tote.
- Ein Großbrand verwüstet Brielle.

## Geboren

### Geburtsdatum gesichert
- 16. Februar: Achille Grassi, Bischof von Bologna und Kardinal († 1523)

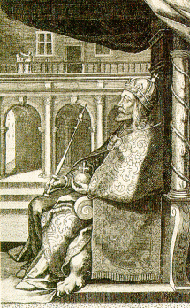
Vladislav II. von Ungarn und Böhmen

- 01. März: Vladislav II., König von Böhmen, Ungarn, Kroatien und Slowenien († 1516)
- 21. März: Georg von Slatkonia, katholischer Bischof von Wien († 1522)
- 11. Juni: Anne Neville, Queen Consort von England († 1485)
- 23. Juni: Margarethe von Dänemark, Königin von Schottland († 1486)
- 25. Juni: Heinrich V. von Rosenberg, böhmischer Adeliger († 1489)
- 16. Oktober: Ludmilla von Podiebrad, Herzogin von Liegnitz und Brieg († 1503)
- 07. November: Margarete von Bayern, Kurfürstin von der Pfalz († 1501)

### Genaues Geburtsdatum unbekannt
- Heinrich VII. von Montfort-Rothenfels, deutscher römisch-katholischer Geistlicher († 1512)
- Silvester Mazzolini, italienischer Dominikaner († 1523)
- Marco Palmezzano, italienischer Maler und Architekt († 1539)
- Guo Xu, chinesischer Dichter († 1526)

### Geboren um 1456
- Giovanni Aurelio Augurello, italienischer Humanist, Dichter und Alchemist († 1524)
- Jan Černý, tschechischer Arzt und Priester der Brüder-Unität († 1530)
- Richard Grey, englischer Adeliger († 1483)
- Alonso Fernández de Lugo, andalusischer Adliger und der Eroberer einiger Kanarischer Inseln († 1525)

## Gestorben

### Todesdatum gesichert
- 04. Januar: Ralph Cromwell, 3. Baron Cromwell, englischer Staatsmann (* um 1393)
- 08. Januar: Lorenzo Giustiniani, Patriarch von Venedig (* 1383)
- 17. Januar: Elisabeth von Lothringen, Wegbereiterin des Prosaromans in deutscher Sprache (* 1395)
- 06. Februar: Peter II. Nowag, Bischof von Breslau
- 01. Mai: Hugo von Lannoy, Statthalter des burgundischen Herzogs für Holland und Zeeland (* 1384)
- 16. Mai: Anna von Plesse, Äbtissin im Stift Freckenhorst und im Stift Neuenheerse
- 11. August: Johann Hunyadi, ungarischer Feldherr (* um 1408)
- 17. Oktober: Nicholas Grenon, franko-flämischer Komponist, Sänger, Kleriker und Musikpädagoge (* 1385)
- 23. Oktober: Johannes Capistranus, italienischer, in seiner Zeit weithin berühmter Wanderprediger (* 1386)
- 29. Oktober: Wenzel, Herzog von Troppau-Ratibor und Jägerndorf (* 1405)
- 01. November: Edmund Tudor, 1. Earl of Richmond, Vater Königs Heinrich VII. von England (* um 1430)
- 09. November: Ulrich II. von Cilli (der letzte Cillier), ermordet in Belgrad von Ladislaus Hunyadi (* 1406)
- 25. November: Jacques Cœur, französischer Kaufmann und Finanzier des Königs Karl VII. von Frankreich (* 1395)
- 28. November: Johann Tiergart, Bischof von Kurland und Priester des Deutschen Ordens (* 1380)
- 04. Dezember: Karl I., Herzog von Bourbon und Auvergne (* 1401)
- 24. Dezember: Đurađ Branković, Despot (Herrscher) von Serbien (* um 1375)

### Genaues Todesdatum unbekannt
- Juan de Mena, spanischer Dichter (* 1411)
- Jan Ondřejův, tschechischer Mathematiker, Astronom und Arzt (* um 1375)
- Peter Payne, englischer, in Böhmen wirkender Reformator (* um 1385)
- Jakob Seger, deutscher Priester und Rektor der Universität Köln